# Berzano di Tortona
Berzano di Tortona (Bërsòu in dialetto tortonese) è un comune italiano di 169 abitanti della provincia di Alessandria in Piemonte, situato sullo spartiacque tra la valle del torrente Grue e quella del Curone.

## Storia
Territorio del comune di Tortona, ne seguì le sorti fino al 1818, quando divenne comune. Dal 1928 al 1947 fece parte del comune di Volpedo.

### Simboli
Lo stemma è stato concesso con decreto del presidente della Repubblica del 26 giugno 2006.
(D.P.R. 26.06.2006)
Il gonfalone è un drappo di bianco con la bordatura di rosso.

## Società

### Evoluzione demografica
Abitanti censiti

## Amministrazione

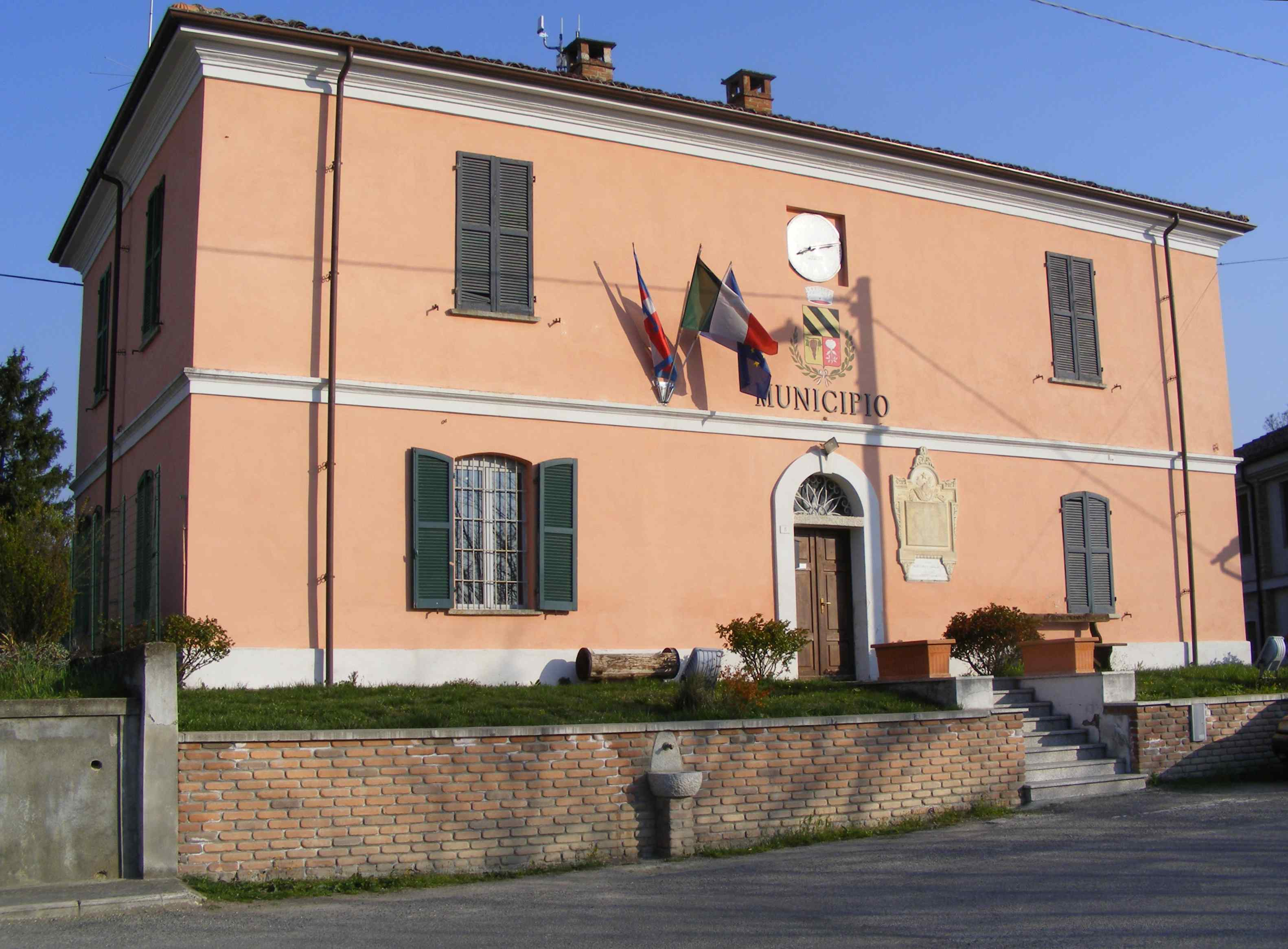
Il municipio

Di seguito è presentata una tabella relativa alle amministrazioni che si sono succedute in questo comune.
| Periodo        | Periodo        | Primo cittadino    | Partito                                       | Carica  | Note  |
| -------------- | -------------- | ------------------ | --------------------------------------------- | ------- | ----- |
| 3 luglio 1985  | 8 giugno 1990  | Germano Daffonchio | Partito Socialista Democratico Italiano       | Sindaco | [ 6 ] |
| 8 giugno 1990  | 24 aprile 1995 | Germano Daffonchio | Partito Socialista Italiano                   | Sindaco | [ 6 ] |
| 24 aprile 1995 | 14 giugno 1999 | Enrico Piacentini  | sinistra                                      | Sindaco | [ 6 ] |
| 14 giugno 1999 | 14 giugno 2004 | Enrico Piacentini  | lista civica                                  | Sindaco | [ 6 ] |
| 14 giugno 2004 | 8 giugno 2009  | Enrica Pavione     | lista civica                                  | Sindaco | [ 6 ] |
| 8 giugno 2009  | 26 maggio 2014 | Enrica Pavione     | lista civica                                  | Sindaco | [ 6 ] |
| 26 maggio 2014 | 27 maggio 2019 | Enrica Pavione     | lista civica Grappolo d'uva con spighe        | Sindaco | [ 6 ] |
| 27 maggio 2019 | 9 giugno 2024  | Maurizio Raviolo   | lista civica                                  | Sindaco |       |
| 9 giugno 2024  | in carica      | Enrica Pavione     | lista civica Grappolo d'uva e spighe di grano | Sindaco |       |

### Altre informazioni amministrative
Il comune faceva parte della Comunità Montana Valli Curone Grue e Ossona.